# Krzyszków
Krzyszków – kolonia w Polsce, położony w województwie dolnośląskim, w powiecie milickim, w gminie Krośnice.
Do 2024 r. miejscowość była przysiółkiem wsi Łazy Wielkie W latach 1975–1998 przysiółek administracyjnie należał do województwa wrocławskiego.
Występują również warianty nazewnicze Kubryk i Krowi Most.
Nazwa Kubryk jest spolszczeniem niemieckiej nazwy miejscowości Kuhbrücke.